# Langwinden
Langwinden war ein Weiler auf dem Gebiet der Gemeinde Motzlar in Thüringen, der durch Grenzsicherungsmaßnahmen 1972 zur Wüstung wurde.

## Lage

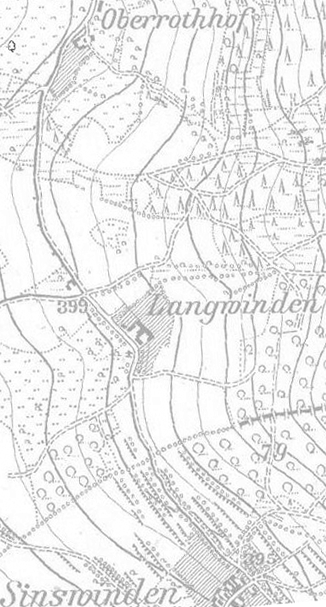
Übersichtskarte (um 1880)

Langwinden lag etwa 1200 Meter östlich von Motzlar und 800 Meter südlich des Oberrothhofes unmittelbar an der Landesgrenze zu Hessen. Der hessische Nachbarort Sinswinden liegt ca. 900 Meter südöstlich. Die Flur gehört heute, durch die Eingemeindung von Motzlar 1994 zur Gemeinde Schleid (Rhön) im westthüringischen Wartburgkreis.

## Geschichte
Der Weiler wurde im Jahre 1480 als „zu langen Wienden“ erwähnt. Er gehörte zum fuldischen Amt Geisa.
Er bestand bis 1972 noch aus drei Bauernhöfen mit drei Familien. Am 8. August 1972 wurde der Ortsteil von der Polizei umstellt. Zwei Familien wurden sofort nach Motzlar umgesiedelt und ihre Häuser kurze Zeit später abgerissen. Die dritte Familie verließ  im  November  1972  Langwinden,  da  ihr  mitgeteilt  worden  war, dass auch sie früher oder später „zur Gewährleistung der Sicherheit im Grenzgebiet“ umgesiedelt werden würden.

## Heutige Situation

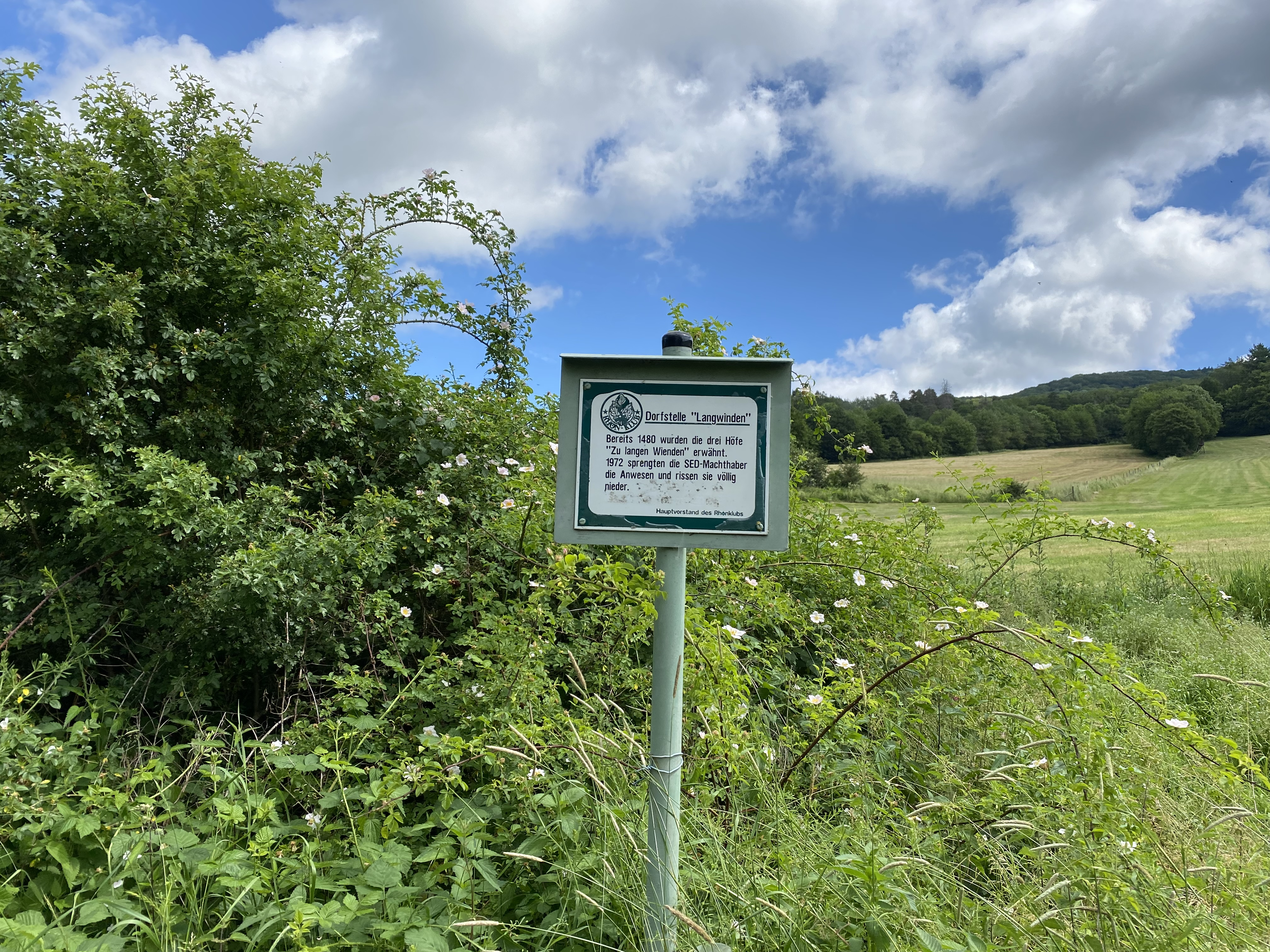
Informations- und Gedenktafel für den ehemaligen Weiler Langwinden im Jahr 2021.

An den Weiler erinnert heute eine kleine Informations- und Gedenktafel.